# کله‌ناو
کله‌ناو (به لاتین: Kələnov) یک منطقه مسکونی در جمهوری آذربایجان است که در شهرستان قوبا واقع شده است. کله‌ناو ۳۶۹ نفر جمعیت دارد. بیشتر مردم آن از تات‌های قفقاز هستند.

## ریشه واژه
کَل یا کَلَه در زبان تاتی قفقاز به‌معنی بزرگ و نوُو یا ناو به‌معنی سد یا آبگیر یا مخزن آب است و معنای کامل آن آبگیر بزرگ است.